# Raspberries
Raspberries é uma banda de power pop norte-americana de Ohio, formada no ano de 1970 pelos membros fundadores Eric Carmen, Wally Bryson, Jim Bonfanti e John Aleksic. No final do mesmo ano, este último integrante deixa a banda, sendo substituído por Dave Smalley. Esta é a formação clássica que, segundo o Allmusic, "cortou as pretensões épicas e a pomposidade do rock dos 70s com o orgulho de recuperar o espírito e a simplicidade do pop clássico, recordando o auge da era da invasão britânica, requintadamente trabalhada com melodias e harmonias dolorosamente lindas". Seu maior sucesso foi "Go All The Way", atingindo a posição #5 nas posições da revista Billboard.

## História

### 1970-1971: Início
Em 1970, Eric Carmen (guitarra, vocal, piano), Wally Bryson (guitarra), Jim Bonfanti (bateria) e John Aleksic (baixo), provenientes das bandas de Cleveland, The Choir e Cyrus Erie, se reúnem para formar o Raspberries. A pretensão deste novo grupo era a de captar a sonoridade das bandas The Beatles, The Beach Boys, The Who, Small Faces, The Rolling Stones, The Kinks, The Byrds e outras similares, que fizeram sucesso nos EUA em meados da década de 60. John Aleksic deixou a banda no final do mesmo ano, e o trio remanescente passou a tocar todos os domingos num clube local, o Agora. De acordo com o Allmusic "com seus cabelos curtos, roupas combinando e sonoridade similar à dos Beatles, a banda seguia em oposição direta à mentalidade hard rock de Cleveland, mas bastaram alguns shows para se tornarem uma das mais populares da cidade". Próximo ao Agora, gravaram uma primeira demo com as músicas "I Saw The Light", "Come Around And See Me", "Please Let Me Come Back Home" e "Oh Tonight", nos estúdios Agency.
A partir de 1971, outro integrante do The Choir se junta ao grupo após voltar do Vietnam, o guitarrista Dave Smalley, que faz sua primeira apresentação com o Raspberries em 5 de maio de 1971. Como o substituído era baixista, coube a Eric Carmen assumir o instrumento. Após uma série de shows em Kent, a banda já estava abrindo os shows de Chuck Berry, em Columbus e Cleveland. Por esta época, o produtor Jimmy Ienner recebe a fita com as demos gravadas no Agency e se impressiona, organizando uma audiência com sete grandes gravadoras pela posse da banda, que assina com a Capitol.

### 1972-1973:Raspberries,Fresh,Side 3
Todos os quatro discos da banda passaram a ser produzidos por Jimmy Ienner. O primeiro disco do Raspberries, homônimo, lançado em 1972, apresentava em sua capa um adesivo raspável com fragrância de framboesa (fruta que nomeia o grupo) e continha o primeiro single, lançado por eles em fevereiro, a balada "Don't Want To Say Goodbye", que chegou na posição #90, segundo o site oficial da banda. O segundo single, lançado em maio, "Go All The Way", catapultou a banda à posição #5 e lhes rendeu um disco de ouro. Seguiu-se uma turnê por todo os EUA, gravando, no mesmo ano, seu segundo disco, Fresh, no Record Plant de Nova Iorque e apenas quatro meses após seu debut. Os singles provenientes deste disco, "I Wanna Be With You" e "Let's Pretend", chegam, respectivamente, às posições #16 e #35. Em conexão com o lançamento de "Let's Pretend", a Capitol e a revista Star propõem o sorteio de um veículo conhecido como Raspberries Rollswagen, um peculiar veículo cor de framboesa, que reúne características de Fusca e Rolls-Royce.
Após uma pequena turnê pela Europa, com shows na França e Alemanha, e aparições em vários programas da TV americana; em 1973, a banda volta para os estúdios Record Plant para gravar o LP Side 3. A capa do disco lançado foi curiosamente cortada para dar ao produto o formato de uma caixa lotada de framboesas. A sonoridade está mais pesada, como atestam os singles de "Tonight", "I'm a Rocker" e "Ecstasy". Em 26 de Setembro do mesmo ano, tocam no Carnegie Hall e adquirem mais notoriedade ainda; porém o disco lançado não atinge nem a posição número #100 em vendas e as tensões criativas já presentes acabam por retirar Jim Bonfanti e Dave Smalley de cena.

### 1974-1975:Starting Over, fim
No lugar de Smalley e Bonfanti, junta-se ao grupo o baixista Scott McCarl e outro ex integrante do Cyrus Erie, o baterista Michael McBride. Começam incessantes turnês pelos Estados Unidos, calibrando o som e apresentando os novos integrantes. Gravam Starting Over e conhecem John Lennon nos mesmos estúdios, surgindo até rumores de que o ex Beatle ajudou nas mixagens do álbum. No mesmo período, a banda toca no Central Park por ocasião de um evento gratuito organizado por Lennon e Harry Nilsson.
Starting Over sai em 1974, aclamado pela revista Rolling Stone como um dos melhores discos do ano e contendo "Overnight Sensation (Hit Record)", que fica em #18 nas cartas da Billboard. Anos depois, em 1990 e em edição especial, a Rolling Stone a inclui numa lista dos 100 melhores singles. O último single lançado, "Cruisin' Music", aparece em dezembro. 1975 começa com um show no mesmo Agora em que iniciaram as apresentações. Wally Bryson sofre uma lesão no ombro e cai fora, deixando o grupo como um trio. O guitarrista da banda Rainbow Canyon, Billy Hanna, é chamado para as datas finais de suas turnês, sendo a última apresentação ao vivo no dia 19 de abril em Scranton, Pensilvânia. Pouco depois o trio se separa. Eric Carmen sai em carreira solo, lançando a balada "All by Myself"; enquanto Wally Bryson, posteriormente, resolve montar o Fotomaker no final daquela década.

### Década de 90 - 2000-2007: Reconhecimento, retorno, reunião,Live on Sunset Strip
Com o passar dos anos, o legado de gravações da banda se tornava lendário para os fãs de seu tipo de música. Em 1991, a Capitol lança a coletânea Capitol Collectors Series e, em 1996, a gravadora inglesa RPM lança dois volumes em CD, intitulados Power Pop, com as gravações completas dos seus quatro discos de estúdio e notas históricas de Ken Sharp. No mesmo ano, é lançado o tributo Preserved, com The Rubinoos, Off Broadway e outras bandas. O legado acaba por reunir a banda, que utiliza-se de uma frase para resumir seu retorno: "eles disseram que nunca iria acontecer... eles estavam errados".
Voltam em 2000, sem Carmen, para a gravação de um EP, intitulado Refreshed. Em 2004, já estão com a formação mais consagrada do grupo na ativa novamente, com Eric Carmen, Wally Bryson, Jim Bonfanti e Dave Smalley. Os primeiros shows foram numa casa recém inaugirada, o Cleveland House of Blues, em 26 de novembro e na virada do ano. Partem, em 2005, para se apresentar em cidades como Chicago, Denver, Nova Iorque e Atlantic City. Aparecem na VH1 de TV, por uma hora, com um especial que inclui entrevistas e uma versão acústica de "I Wanna Be With You". Encerram a turnê, novamente, na House of Blues. Em 2006, preparam e lançam, em 2007, seu primeiro disco ao vivo, Live on Sunset Strip, gravado em Los Angeles.

## Discografia

### Álbuns de estúdio
- Raspberries (1972) - Capitol
- Fresh (1972) - Capitol
- Side 3 (1973) - Capitol
- Starting Over (1974) - Capitol

### Álbuns ao vivo
- Live on Sunset Strip (2007) - Rykodisc

### EPs
- Refreshed (2000) - Legendstar

### Singles (EUA)
- "Don't Want To Say Goodbye" / "Rock & Roll Mama" (1972) - Capitol
- "Go All The Way" / "With You In My Life" (1972) - Capitol
- "Drivin' Around" / "Might As Well" (1972) - Capitol
- "I Wanna Be With You" / "Goin' Nowhere Tonight" (1972) - Capitol
- "Let's Pretend" / "Every Way I Can" (1973) - Capitol
- "Tonight" / "Hard To Get Over A Heartbreak" (1973) - Capitol
- "I'm A Rocker" / "Money Down" (1973) - Capitol
- "Ecstasy" / "Don't Want To Say Goodye" (1973) - Capitol
- "Overnight Sensation (Hit Record)" / "Hands On You" (1974) - Capitol
- "Cruisin' Music" / "Party's Over" (1974) - Capitol

### Tributo
- Preserved (1996) - Ginger

### Coletâneas
- Raspberries' Best - Featuring Eric Carmen (1976) - Capitol
- Lil' Bit of Gold EP (1988) - Rhino
- Capitol Collectors Series (1991) - Capitol
- Power Pop Volume One (1996) - RPM
- Power Pop Volume Two (1996) - RPM
- The Very Best of The Raspberries (2002) - Cherry Red
- Raspberries Greatest (2005) - Capitol